# Rampenkiste
Rampenkisten sind eine Kombination von plattigen und megalithischen Elementen aus der Vorzeit. Es sind trapezoide oder rechteckige Steinkammern mit dem namengebenden Zugang von der schmalsten bzw. einer der beiden Schmalseiten. An Größe stehen sie im Durchschnitt hinter den Megalithanlagen zurück. Sie ähnelt den Galeriegräbern, werden als Submegalithik angesehen und wurden für Einzelbestattungen errichtet.
Ulrich Fischer (1915–2005) zählt die Anlagen Lißdorf im Burgenlandkreis, Dornburg/Saale, im Saale-Holzland-Kreis, Brachstedt/Hohen, Langeneichstädt/Obereichstädt und Schkopau alle im Saalekreis, Halle-Nietleben, Stadtkreis Halle und Schortewitz 2 in Zörbig zu dieser Gruppe. Die Anlage von Langeneichstädt kann vom Typ her nicht bestimmt werden, ist aber über ihre Wandverzierung mit der Rampenkiste von Halle-Nietleben zu verbinden. Hans-Jürgen Beier erweitert die Rampenkistengruppe um die Anlagen Calbe 3, Salzlandkreis, Dölauer Heide Hügel 6 und 35, Halle, Morl 1, Saalekreis und Polleben 1, Landkreis Mansfeld-Südharz. Die Steinkiste von Langeneichstädt/Niedereichstädt kann vielleicht auf Grund ihrer Bauweise und trotz ihres Kugelamphoreninventars zu der Gruppe gerechnet werden, so dass in den 1980er Jahren mindestens 12 Rampenkisten oder rampenkistenähnliche Anlagen bekannt waren.

## Verbreitung
Von wenigen Ausnahmen abgesehen, liegen die Rampenkisten von ihrer Mündung in die Elbe (Calbe 3) bis nach (Dornburg/Wilsdorf) längs der Saale. Hans-Jürgen Beier listet 1984 (S. 62) in Sachsen-Anhalt und Thüringen 35 Rampenkisten auf. Ihre Orientierung variiert stark. Sechs nord-süd- und zwei nordost-südwest-gerichteten Anlagen können vier ost-west-gerichtete gegenübergestellt werden. Die Rampenkiste wurde von einem Erdhügel bedeckt, der in Polleben 1 von einem Steinkranz umgeben war. Sieben Kammern waren ebenerdig angelegt. Beim Kammergrundriss dominiert die Trapezform. Nur drei Kammern sind rechteckig. Mit Kammerlängen zwischen zwei und vier Metern liegen die Rampenkisten deutlich hinter den megalithischen Bauten zurück. Bis auf Polleben 1 und Hügel 35 von Halle, Dölauer Heide waren die Kammern aus Steinplatten errichtet. Das Pollebener Grab hatte Wände aus Trockenmauerwerk und wurde von U. Fischer zu den Mauerkammern gerechnet. Von der Bauweise her zeigt sich ein nachdrücklicher Einfluss seitens dieser Gruppe, aber die Trapezform, die geringe Größe und die Anzahl von nur sechs bestatteten Individuen verbinden die Pollebener Anlage mit den Rampenkisten. Im Hügel 35 von Halle, Dölauer Heide, lag dagegen eine hölzerne Kammer mit steingefasstem Zugang. Eine derartige Bauweise erinnert an die Bohlenkammern und besonders an das Grab von Ditfurt 1, im Landkreis Harz. Bei Rampenkisten sind die Übergänge zu anderen Grabtypen fließend.
Ein gepflasterter Bodenbelag wurde nur in Polleben 1 entdeckt. Schortewitz 2 und Brachstedt/Hohen wiesen einen Estrichbelag auf. Für die Kammern Halle, Dölauer Heide, Hügel 6 und Halle-Nietleben kann mit einer Holzdielung gerechnet werden. In Niedereichstädt lag die bestattete Frau angeblich auf einer Holzbohle. Holzfußböden dürften öfter angelegt worden sein; leider lassen die Erhaltungsbedingungen den Nachweis selten zu. Für neun Anlagen ist ein Zugang bekannt. Bei den Anlagen von Schkopau, Polleben 1 und Morl 1, kann ein solcher ursprünglich vorhanden gewesen sein. In Schkopau und Polleben 1 wurde vielleicht auf Grund mangelnder Beobachtung eine Eingangskonstruktion nicht festgestellt und eine quadratische Öffnung von etwa 0,5 m Größe verschlossen.

## Funde
Aus 11 Rampenkisten liegen Angaben über Bestattungen vor. In Schortewitz 2 konnte eine Einzelbestattung beobachtet werden während in den anderen Kammern Skelettreste mehrerer Individuen lagen. In Lißdorf und Polleben 1, werden Bestattete angegeben. Somit diente die Rampenkiste ebenfalls als Kollektivgrab. Er bleibt aber in der Zahl deutlich hinter den Bestattungen in Mauerkammern zurück, was durch die geringe Größe bedingt sein dürfte. Meist wurden die Skelettreste wirr durcheinander liegend vorgefunden. In Halle-Nietleben, der einzigen zweigeteilten Kammer dieser Gruppe, lag in Nähe des Einganges eine Knochenschicht, während im hinteren Teil in jeder Ecke vermutlich ein Hocker bestattet wurde. So muss man auch bei diesem Grabtyp mit dem Auftreten von Bestattungsritualen rechnen, wie sie bei Mauerkammer-, Megalith- und eingesenkten Steinkammern vorliegen. In Brachstedt/Hohen, Calbe 3, Halle-Nietleben und Schortewitz 2 wurden geringe Brandspuren festgestellt. Das Abbrennen von Feuern dürfte mit dem Bestattungsbrauch in Verbindung gestanden haben.
Die Inventare der bei ihrer Auffindung noch ungestörten Anlagen Calbe 3, Halle-Nietleben, Morl 1, Polleben 1, Schkopau und Schortewitz 2 belegen den Beigabenreichtum dieser Gruppe. Viermal kommt reines Bernburger und einmal reines Walternienburger Material vor. In Polleben 1 lagen Walternienburger und Bernburger Formen zusammen. Hügel 35 von Halle, Dölauer Heide, kann dem Horizont der Walternienburg-Bernburger Kultur (3200 bis 2800 v. Chr.) zugewiesen werden, während aus den Anlagen Brachstedt/Hohen, Dornburg/Wilsdorf, Halle, Dölauer Heide, Hügel 6 und Lißdorf, kulturdeterminierende Beigaben nicht bekannt sind. Grabbau und die Angaben zu den Bestattungen rechtfertigen die Verbindung dieser Anlagen mit dem Walternienburg-Bernburger Kulturbereich. Die innenverzierte Kammer von Hügel 6, Halle, Dölauer Heide, bleibt aber in ihrer kulturellen Stellung umstritten. Sie kann durchaus schnurkeramisch sein. Dahingegen erbrachte die Rampenkiste von Langeneichstädt/Niedereichstädt Keramik der Kugelamphorenkultur (KAK). U. Fischer nimmt hier eine Kugelamphorennachbestattung in einer Walternienburg-Bernburger Kiste an. Beweisen lässt sich dies jedoch nicht. In den Inventaren der Rampenkisten dominiert insgesamt die Bernburger Keramik; sie ist zumeist mit den Nord-Süd-orientierten Gräbern verbunden. Im Befund von Schortewitz 2 scheint sich wie im Grab Heiligenthal 1, Landkreis Mansfeld-Südharz eine beginnende soziale Differenzierung der Gesellschaft abzuzeichnen. Der aufwendige Grabbau und die überaus reiche Ausstattung beider Gräber sind für diesen Zeitabschnitt des Neolithikums des Mittelelbe-Saale-Gebietes einmalig.